# Palaeorhiza albopicta
Palaeorhiza albopicta är en biart som beskrevs av Hirashima 1989. Palaeorhiza albopicta ingår i släktet Palaeorhiza och familjen korttungebin. Inga underarter finns listade i Catalogue of Life.